# アベックパンチ
『アベックパンチ』（Avec Punch）は、タイム涼介による日本の漫画作品、およびそれを原作とした一連の作品。架空の格闘技を描いたスポーツ漫画である。『月刊コミックビーム』にて2007年2月号から2010年8月号まで連載された。「アベック」とは、この作品の題材である架空のプロ競技で、打撃、投げ技、関節技もある総合格闘技だが、男女一組のペアで、パートナーと手を握り合った状態で一緒に闘う。手が離れると「ハンドオフ」として敗北となる。

## 物語
幼なじみの不良少年、イサキとヒラマサは喧嘩に明け暮れる日々を送っていた。ある日、街でぶつかった若いアベックに腹を立てて喧嘩を売るが、つないだままの手で二人が同時に殴るという異様なパンチでヒラマサが吹き飛ばされてしまう。後日、その二人はその名も「アベック」と呼ばれる格闘技のチャンピオンだと知ったイサキとヒラマサは復讐のため試合会場に乱入する。

## 登場人物
イトウ イサキ
高校生。真面目に学校にも行かず、だらだらと毎日を過ごしていたが、「アベック」と出会い生活を変えてゆく。目的のためには意外と計算高い。
スズキ ヒラマサ
イサキの親友。高校生だがあまり登校していない。喧嘩で負けた事は無く、考えるより先に身体が動く性格でトラブルを起こしまくる。
キグチ、ヤマメ
「アベック」の日本チャンピオン。冷静な判断力と完璧な連携を武器とするペア。恋人同士である。

## 書誌情報
- タイム涼介 『アベックパンチ』エンターブレイン〈BEAM COMIX〉、全2巻
  1. 2007年8月25日発売、ISBN 978-4-7577-3688-7
  2. 2008年5月26日発売、ISBN 978-4-7577-4226-0
- タイム涼介 『アベックパンチ 完全版』エンターブレイン〈BEAM COMIX〉、上中下巻[1]
  1. 上巻 2011年4月25日発売、ISBN 978-4-04-727242-2
  2. 中巻 2011年4月25日発売、ISBN 978-4-04-727243-9
  3. 下巻 2011年5月25日発売、ISBN 978-4-04-727244-6

## 映画
『アベックパンチ』（AVEC PUNCH）は、架空の格闘技「アベック」に挑戦する男女を描いた原作を元に実写映画化した青春スポーツ映画。『月刊コミックビーム』15周年記念作品。監督は『making of LOVE』の古澤健。主演は俳優集団D-BOYSの牧田哲也で単独初主演となる。
キャッチコピーは「離さない!」。

### キャスト
- イサキ - 牧田哲也
- ヒラマサ - 鈴之助
- メバル - 水崎綾女
- エツ - 武田梨奈
- ヒイラギ - 小祝麻里亜
- コルビーナ - 相川イオ
- カジキ - 岸建太朗
- キグチ - 友常勇気
- ヤマメ - 滝元吏紗
- ニオガイ - 猪狩賢二
- ホウボウ - 植田ゆう希
- ウツボ - 川瀬陽太
- 作業服の男 - 石川ゆうや
- コハダ（定食屋プレール女将） - 小島可奈子
- リングアナ - ルー大柴（友情出演）
- BOBBY
- 屋嘉部秀次
- 星名陽平
- 天蝶二
- 黒石高大

### スタッフ
- 原作 - タイム涼介
- 監督 - 古澤健
- 脚本 - 杉原憲明、古澤健
- 企画 - 奥村勝彦
- 企画協力 - 北村敏彦
- 製作 - 垣貫真和
- プロデューサー - 美輪善徳
- 共同プロデューサー - 石井雄樹
- 制作プロデューサー - 大倉一徳
- ラインプロデューサー - 勝二裕之
- キャスティングプロデューサー - 小林良二
- 撮影 - 大橋正尚
- 照明 - 齋藤卓
- 録音 - 東村康司
- メイク・スタイリスト統括 - 栗間美江子
- アクション指導 - 岸建太朗
- 編集 - 林大造
- 音楽 - 宇波拓
- 宣伝 - 加藤武史
- 美術協力 - ワールドチャンプ、ボディメーカー、フィラ、世界長ユニオン、イサミ、高津装飾
- 衣装協力 - アディダス 、カイラニ、スコッチグレイン、ノワール、Alberto Carlos、Reproduction、nino
- 制作 - キックファクトリー
- 制作協力 - 権四郎ガープ
- 配給 - アンプラグド
- 製作 - エンターブレイン

### 主題歌
テーマ曲
「Freedom -フリーダム-」
作詞・作曲・編曲 - aki / 歌 - Yohei Nakamura feat. 水崎綾女 / 英語 - Jun
挿入歌
「半径30cmの中を知らない」
歌 - アルカラ